# 金浦车辆基地
金浦车辆基地（：／ Gimpo Charyang Saeopso */?）是首尔市地铁9号线位于首尔江西区的一个地鐵車輛基地，在首尔地铁9号线附近。这个车辆段主要用于首尔地铁9号线的9000系列车的修理维护和停放。